# Children of a Lesser God
Children of a Lesser God is een Amerikaanse dramafilm uit 1986 onder regie van Randa Haines. De film is gebaseerd op het gelijknamige toneelstuk uit 1980 van de Amerikaanse auteur Mark Medoff.
Marlee Matlin won de Oscar voor Beste Actrice en de Golden Globe voor beste actrice in een dramafilm voor haar rol as Sarah Norman.

## Synopsis
James Leeds werkt als taalleraar op een dovenschool. Hij tracht er Sarah uit haar sociale isolement te halen. Aanvankelijk wil Sarah niets te maken hebben met James. Ze wil alleen in gebarentaal communiceren. Gaandeweg dringt James toch tot haar door.

## Rolverdeling
| Acteur        | Personage           |
| ------------- | ------------------- |
| William Hurt  | James Leeds         |
| Marlee Matlin | Sarah Norman        |
| Piper Laurie  | Mrs. Norman         |
| Philip Bosco  | Dr. Curtis Franklin |
| Allison Gompf | Lydia               |